# ブーイ (メリーランド州)
ブーイ（英: Bowie、[ˈbuːi]）は、アメリカ合衆国メリーランド州のプリンスジョージズ郡にある都市。人口は5万8329人（2020年）で、プリンスジョージズ郡最大の町である。ワシントンD.C.の北東に位置している。

## 歴史

### 19世紀
ブーイ市の存在は鉄道に負っている。1853年、ウィリアム・ダケット・ブーイがメリーランド州議会から州南部に鉄道を建設する認証を取得した。1869年、ボルチモア・アンド・ポトマック鉄道社がボルチモアから州南部、ポープスクリークを終点とする鉄道の建設を始めた。この地域は既に小さな農園と大きなタバコ・プランテーションが点在し、農業と奴隷に基づく経済に依存していた。1870年、土地投機家で開発者のベン・プラムが鉄道接続点付近の建築用土地を販売し、その町をハンティントンシティと名付けた。1872年までに、鉄道が完成し、さらにワシントンD.C.に向かう支線もあり、メリーランド州南部を通す鉄道の全体は1873年に完成した。
ハンティントンシティはウィリアム・ダケット・ブーイの息子で、その共同経営者であるオーデン・ブーイの栄誉を称えて改名された。オーデン・ブーイは当時ボルチモア・アンド・ポトマック鉄道の社長であり、それ以前にはメリーランド州知事を務めていた。町はその後の1880年に、ブーイとして再度認証された。初期の町は、土地が500以上の建設用区画に分けられ、ボルチモア・アンド・ポトマック鉄道の州南部に向かう本線とワシントンD.C.に向かう支線の接続点に大きな町の区画が造られていた。

### 20世紀
1902年までにボルチモア・アンド・ポトマック鉄道は強力なペンシルバニア鉄道に買収されていた。1908年にワシントン・ボルチモア・アンド・アナポリス電気鉄道の路面電車線が運行を始め、町で第2の鉄道となった。大型の都市間電車が地域に高速輸送を可能とし、電車が絶え間なく走った。ブーイ地域の駅として、ハイブリッジ、ヒルミード、レーストラックがあった。
1914年、2つの鉄道線を合わせた所に南メリーランド農業協会がブーイ・レーストラックを建設した。このトラックで、厩舎のベレア・スタッドがメリーランドでもサラブレッドを育てる一級の地域になることを可能にした。1914年にはまた、教師を育てる、当時は師範学校と呼ばれたカレッジが町のすぐ外に、アフリカ系アメリカ人のために建設された。この学校が現在はブーイ州立大学になっている。ブーイの町は1916年に法人化された。

#### ベレア・アット・ブーイ
1957年、ウィリアム・レヴィットレビット・アンド・サンズの会社が、近くのベレア・エステイト、すなわちメリーランド植民地総督サミュエル・オーグルのプランテーションを買収し、ベレア・アット・ブーイと呼ぶ住宅地を開発した。その2年後に、ブーイの町がレビットの資産を併合し、1963年には大きな面積となっている市として再度法人化した。今日ブーイ市の住人の圧倒的多数はこのレビットによる1960年代の計画都市に住んでおり、その通り名はアルファベット順に並んでいる。レビット・アンド・サンズは家屋を（所有者が転売する場合を含め）アフリカ系アメリカ人への販売を禁じる長い歴史があり、それが1963年の公民権運動における抗議に繋がった。

#### ベレア・エステイト
当初あったベレア・エステイトには、ベレア邸宅（1745年頃建設）があり、サミュエル・オーグル知事とその息子のベンジャミン・オーグル知事が所有した。5つの部分からなるジョージア調プランテーションハウスだった。1898年に、裕福な銀行家ジェイムズ・T・ウッドワードが買収し、1910年に死んだときには、甥のウィリアム・ウッドワード・シニアに継承され、この甥は著名な馬の飼育者になった。この邸宅は250年の歴史に合わせて修復され、アメリカ合衆国国家歴史登録財に指定されている。
このエステイトにあるベレア厩舎は、1930年代から1950年代に主要なサラブレッド厩舎の1つとなったベレア・スタッドの一部だった。ウィリアム・ウッドワード・シニア（1876年-1953年）が所有運営したが、その息子のビリー・ウッドワードが死んだ1957年に閉鎖された。ベレアは国内で最古の連続して運営されているサラブレッド馬牧場だった。ベレアの馬の血統は現在の競走馬のあらゆる血統に流れていると言われている。

### 21世紀
ブーイは市域面積16平方マイル (41 km2)、人口約5万人であり、その中で2,000エーカー (8.1 km2) 近い土地を公園や、開放空間として保存している。球技場72面、コミュニティセンター3か所、アレン池公園のアイスアリーナ、800席の公演場であるブーイ・タウンセンター、150席の劇場、ゴルフコース1か所、博物館3館がある。
ブーイの鉄道町としての歴史はハンティントン鉄道博物館に展示されており、この博物館は鉄道駅を修復したものである。2006年、1930年頃に建設されたレンガ造りの小さな建物であるブーイ建築協会の建て物を再開した
ブーイは野球のボルチモア・オリオールズ傘下でマイナーリーグであるクラスAAイースタンリーグに属するブーイ・ベイソックスが本拠地にしている。2015年時点ではプリンスジョージズ・スタジアムでホームゲームを開催している。
近年、年長者センターを新設し、コミュニティ活動のための体育館も建設した。

## 地理

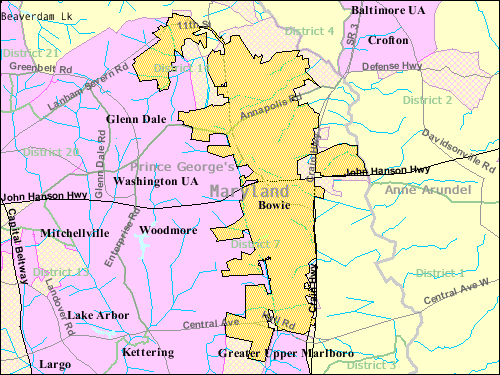
ブーイと周辺地域の国勢調査用図。ブーイは橙色で示す

ブーイ市は北緯38度57分53秒 西経76度44分40秒 / 北緯38.96472度 西経76.74444度 (38.964727, −76.744531)に位置している。
アメリカ合衆国国勢調査局に拠れば、市域全面積は18.51平方マイル (47.94 km2)であり、このうち陸地18.43平方マイル (47.73 km2)、水域は0.08平方マイル (0.21 km2)で水域率は0.43%である。

### 隣接する地域
- グレンデール（国勢調査指定地域（CDP)、北西）
- クロフトン（CDP、北東）
- ダビッドソンビル（アナランデル郡の未編入の町、東）
- クイーンアン（CDP、南東）
- ブロックホール（CDP、南）
- ケッタリング（CDP、南西）
- ウッドモア（CDP、南西）
- フェアウッド（CDP、南西）

### 郵便番号
20715, 20716, 20717, 20718, 20719, 20720, 20721

### 気候
ブーイの地域の気候は、暑く湿気た夏と温暖または冷涼な冬が特徴である、ケッペンの気候区分では温暖湿潤気候、記号は "Cfa" である。

## 人口動態

### 2010年国勢調査
以下は2010年国勢調査による人口統計データである。
| 基礎データ - 人口: 54,727 人 - 世帯数: 19,950 世帯 - 家族数: 14,264 家族 - 人口密度: 1,146.5人/km2（2,969.5人/mi2） - 住居数: 20,687 軒 - 住居密度: 433.4軒/km2（1,122.5軒/mi2） 人種別人口構成 - 白人: 41.4% - アフリカン・アメリカン: 48.7% - ネイティブ・アメリカン: 0.3% - アジア人: 4.1% - 太平洋諸島系: 0.1% - その他の人種: 1.9% - 混血: 3.6% - ヒスパニック・ラテン系: 5.6% 年齢別人口構成 - 18歳未満: 24.5% - 18-24歳: 7.6% - 25-44歳: 26.2% - 45-64歳: 30.1% - 65歳以上: 11.6% - 年齢の中央値: 40歳 - 性比（女性100人あたり男性の人口） - 総人口: 88.3 | 世帯と家族（対世帯数） - 18歳未満の子供がいる: 37.0% - 結婚・同居している夫婦: 53.2% - 未婚・離婚・死別女性が世帯主: 14.0% - 非家族世帯: 28.5% - 単身世帯: 23.4% - 65歳以上の老人1人暮らし: 7.7% - 平均構成人数 - 世帯: 2.73人 - 家族: 3.23人 収入と家計（2007年推計） - 収入の中央値 - 世帯: 99,105米ドル - 家族: 109,157米ドル - 性別 - 男性: 52,284米ドル - 女性: 40,471米ドル - 人口1人あたり収入: 30,703米ドル - 貧困線以下 - 対人口: 1.6% - 対家族数: 0.7% - 18歳未満: 1.0% - 65歳以上: 1.8% - 一人当たりの収入による順位 - プリンスジョージズ郡内: 第7位 - メリーランド州内: 第65位 |

## 市政府
ブーイしは市憲章で規定した市政委員会・マネジャー方式の政府で運営されている。これは市長と市政委員会が政策を策定し、条例を成立させ、予算配分を票決し、市政府における監督権限全体を行使することを意味している。

### 警察
主要な警察機関はブーイ警察署である。プリンスジョージズ郡警察、メリーランド・首都公園警察署、プリンスジョージズ郡保安官事務所の支援も受けている。

#### 犯罪
ブーイは犯罪率が低いものの、犯罪活動に目立つものがあった。
マイケル・ブレイはブーイにある改革ルーテル教会の副牧師だったが、1984年1月から1985年1月の間に、3つの州とコロンビア特別区で妊娠中絶を支持する医院と事務所10か所を爆破する陰謀を立てた。この犯罪でほぼ4年間禁固刑となった。
2002年10月7日、13歳の少年イラン・ブラウンが、ブーイにあるベンジャミン・タスカー中学校前で車を降りた直後に狙撃者に撃たれて重傷を負った。これはベルトウェイ狙撃攻撃と呼ばれる一連の殺人と殺人未遂事件の1つだった。
ブーイでは年間平均91件の自動車泥棒が発生している。これは周辺地域と比較すれば低い数字である。

## 経済

### 主要雇用主
2012年包括的財務報告書に拠れば、市内の主要雇用主は次の通りである。
| 順位 | 雇用主                           | 従業員数                |
| ---- | -------------------------------- | ----------------------- |
| 1    | イノバロン（医療）               | 2500人（3025年3月時点） |
| 2    | プリンスジョージズ郡公共教育学区 | 1,063人                 |
| 3    | ブーイ市                         | 418人                   |
| 4    | ウォルマート                     | 370人                   |
| 5    | ターゲット                       | 300人                   |

## 教育

### 初等中等教育

#### 公立学校
ブーイ市の公共教育はプリンスジョージズ郡公共教育学区が管轄している。
住民はベンジャミン・タスカー中学校に通う校区とサミュエル・オーグル中学校に通う校区に区分される。高校はブーイ高校である。
小学校亜hヒーサーヒルズ小学校など8校ある。特殊教育センターとしてチャペルフォージとC・エリザベス・リーグの2か所がある。職業工業学校がトールオークス高校にある。

#### 私立学校
ブーイ市内には以下の私立学校がある。
- アセンション・デイケアと幼稚園
- ベレア・バプテスト・クリスチャン・アカデミー
- ブーイ・モンテッソリ子供の家
- クリスチャン・コミュニティ長老派教会保育学校
- コーナーストーン・クリスチャン・アカデミー
- クレストヒル・クリスチャン・アカデミー
- グレース・クリスチャン学校（幼稚園から8年生）
- ホリー・トリニティ・エピスコパル教会デイスクール
- パタクセント・モンテッソリ学校
- リディーマー子供保育センター
- セントマシューズ初期教育センター
- セントピウス10世地域学校（幼稚園から8年生）

### 高等教育機関
ブーイ州立大学は1865年の開校であり、ブーイ市北部にある

## 著名な出身者
- エヴァ・キャシディ、歌手、作詞家、ギター奏者[21]

## スポーツ
| チーム名             | スポーツ | 所属リーグ                                 | 優勝歴 | 試合会場                       |
| -------------------- | -------- | ------------------------------------------ | ------ | ------------------------------ |
| ブーイ・ベイソックス | 野球     | イースタンリーグ、ウェスタン・ディビジョン | 0      | プリンスジョージズ・スタジアム |

## 歴史的な場所
下表はブーイ市とその周辺にある歴史的な場所であり、メリーランド・首都公園企画委員会に認定されている。
|    | 史跡名称                                   | 画像 | 場所                                     | 登録番号   | 備考 |
| -- | ------------------------------------------ | ---- | ---------------------------------------- | ---------- | --- |
| 1  | ベレア邸宅                                 |      | チューリップ・グローブとベレア・ドライブ | 71B-004    | アメリカ合衆国国家歴史登録財に指定、1977-09-16                                                                   |
| 2  | ベレア厩舎                                 |      | ベレア・ドライブ                         | 71B-005    | アメリカ合衆国国家歴史登録財に指定、1973-05-08                                                                   |
| 3  | ブーイ鉄道ビル                             |      | チェスナット・アベニュー8614             | 71B-002-09 | アメリカ合衆国国家歴史登録財に指定、1998-11-04                                                                   |
| 4  | ボイデン邸                                 |      | ヒルミード道路6501                       | 71A-034    | |
| 5  | フェア・ランニング（メーナー邸）           |      | ローレル・ブーイ道路7704                 | 71B-015    | |
| 6  | フェアビュー・プランテーション             |      | フェアビュー・ビスタ・ドライブ4600       | 71A-013    | |
| 7  | ドン・S・S・グッドロー邸                   |      | ジェリコ公園道路13809                    | 71A-030    | アメリカ合衆国国家歴史登録財に指定、1988-10-13、アフリカ系アメリカ人歴史遺産史跡                                 |
| 8  | ガバナーズブリッジ                         |      | ガバナーズブリッジ道路、パタクセント川   | 74B-001    | 歴史的アメリカ土木記録 メリーランド歴史信託                                                                      |
| 9  | ハーモン＝フェルプス邸                     |      | メイプル・アベニュー8706                 | 71B-002-08 | |
| 10 | ホリー・トリニティ・エピスコパル教会       |      | アナポリス道路13104                      | 71A-009a   | |
| 11 | ホリー・トリニティ・エピスコパル教会牧師館 |      | アナポリス道路13106                      | 71A-009b   | |
| 12 | インガーソル邸                             |      | ローレル＝ブーイ道路9006                 | 71A-003    | |
| 13 | ナイツ・オブ・セントジョン・ホール         |      | 12番通り13004                            | 71B-002-23 | |
| 14 | メルフォード（邸宅）                       |      | メルフォード大通り17107                  | 71B-016    | アメリカ合衆国国家歴史登録財に指定、1988-04-06、ミッチェルビルでも指定                                           |
| 15 | ミッチェルビル店主の家と店跡地             |      | ミッチェルビル道路2608                   | 71B-007    | |
| 16 | ライアン邸                                 |      | 11番通り13125                            | 71B-002-03 | |
| 17 | セイクリッドハート・カトリック教会         |      | アナポリス道路16101                      | 71A-019    | アメリカで初めてカトリック教会が組織された場所、アメリカ初の司祭ジョン・キャロルが請願し、ヴァティカンが命名した |
| 18 | アルバート・スミス邸                       |      | ローレル＝ブーイ道路9201                 | 71A-002    | |
| 19 | セントジェイムズ・エピスコパル礼拝堂       |      | 8番通り13010                             | 71B-002-05 | |
| 20 | ストレイニング邸                           |      | 7番通り13005                             | 71B-002-01 | |
| 21 | ウィリアムズ・プレインズ                   |      | ホワイトマーシュ・レクリエーション公園   | 71B-003    | アメリカ合衆国国家歴史登録財に指定、1980-11-28                                                                   |

## 公園
- アレン池公園
- フォックスヒル公園